# Niort Hockey Club
Le Niort Hockey Club est un club français de hockey sur glace basé à Niort dans les Deux-Sèvres qui évoluait au quatrième niveau appelé Division 3. Le club est connu sous le surnom des Grizzlys de Niort.

## Historique
- 1972 : construction de la patinoire René Gaillard
- 1973 : création du club à l’initiative de Jacky Braud (directeur de la patinoire) et de M. Girard ;
- 1994 : première réhabilitation de la patinoire René Gaillard ;
- 1997 : deuxième réhabilitation de la patinoire René Gaillard ;
- 1997-1998 : engagement du club dans le championnat féminin ;
- 2006 : agrandissement de la piste et reconstruction de la patinoire René Gaillard ;
- 2007-2008 : accession au carré final de l’entente Niort-Poitiers en U18 et accession aux séries éliminatoires[N 1] de l’équipe engagée dans le championnat D3 ;
- 2008-2009 : le club réengage une équipe en D3 et engage un nouvel entraineur Frédéric Lévêque ;
- en février 2012, le président en place démissionne et est remplacé par François Chauvineau ;

Au cours de l’été 2012, un vote est proposé afin de changer le surnom du club, parmi 4 propositions. À la clôture du vote, le surnom « les Grizzlis de Niort » est retenu pour remplacer « les Lames affûtées de Niort ».
Durant la saison 2012-2013, l’équipe senior du NHC s’associe avec les Dragons de Poitiers pour créer l’Entente Niort-Poitiers . L’année suivante, l’entente Niort-Poitiers D3, à la demande du SPHC cesse ses activités. 

## Logo
Le club change d'identité visuelle en 2012 et choisit un nouveau logo en accord avec son nouveau surnom, les « Grizzlis de Niort ».

Évolution du logo
Logo de [Quand ?] à [Quand ?].
Logo de [Quand ?] à 2012.
Logo depuis 2012.

### Évènements
- 14 et 15 mai 2011 : 1er tournoi de hockey féminin - Trophée René Gaillard 2011.
- 21 mars 2008-23 mars 2008 : tournoi International Vétérans - Gagnant : Drummondville, Canada.
- 18, 19 et 20 avril 2008 : tournoi International Poussin-Benjamin - Gagnant Poussin : Tours - Gagnant Benjamin : Tours.
- 11, 12 et 13 avril 2008 : tournoi du carré final du championnat de France U18 à Meudon.
- Trophée Jacky Braud, 24 heures de hockey non-stop.
- 05 et 6 mai 2012 : tournoi final Four (Angers, Brest)

## Trophée Jacky Braud
Le Trophée Jacky Braud ou les « 24 heures de hockey non-stop » est organisé par le Niort hockey Club en l’honneur de Jacky Braud. C’est un tournoi 3 contre 3 comprenant dix équipes et 50 matchs en 24 h ainsi que quelques animations notamment des tirs de précision. La première édition a eu lieu en 2005.